# Клименко, Владимир Витальевич
Владимир Витальевич Клименко (род. 18 сентября 1954, Волоколамск, Московская область) — российский политический деятель, депутат пятого созыва (2007—2011).

## Биография
В 1976 году окончил Московский государственный университет имени М. В. Ломоносова по специальности «историк, преподаватель истории и обществоведения со знанием иностранного языка». В 1997 году окончил Всероссийский заочный финансово-экономический институт по специальности «экономист». Кандидат исторических наук.

### Депутат госдумы
2 декабря 2007 г. избран депутатом Государственной Думы РФ V созыва от партии «Единая Россия».

## Награды
- Благодарность Президента Российской Федерации (21 октября 2009 года) — за плодотворную законотворческую и общественную деятельность[2].